# 4229 Plevitskaya
4229 Plevitskaya è un asteroide della fascia principale. Scoperto nel 1971, presenta un'orbita caratterizzata da un semiasse maggiore pari a 2,3737579 UA e da un'eccentricità di 0,1778125, inclinata di 5,15511° rispetto all'eclittica.
L'asteroide è dedicato alla cantante russa Nadežda Plevitskaya.